# Michaił Daszkow
Michaił Iwanowicz Daszkow, ros. Михаил Иванович Дашков (ur. 3 marca 1736, zm. 17 sierpnia 1764 w Moskwie) – książę, generał major Armii Imperium Rosyjskiego.
Brał udział w przygotowaniach do przewrotu pałacowego Katarzyny II w 1762 roku, został posłem w Konstantynopolu, mianowany kamerjunkrem, w 1764 roku wysłany z oddziałem do Rzeczypospolitej dla wsparcia elekcji Stanisława Augusta Poniatowskiego, osłaniał zawiązanie konfederacji na Litwie.
W latach 1762–1764 był komendantem Lejb-Gwardyjskiego Pułku Kirasjerów Jej Wysokości. Jego żoną była Katarzyna Woroncowa.